# Język flamandzki
Język flamandzki – belgijska odmiana standardowego języka niderlandzkiego. Używana przez Flamandów. Niektórzy uczeni uznają ją za język odrębny od niderlandzkiego.
Niektórzy autorzy uważają stosowanie terminu „język flamandzki” w odniesieniu do belgijskiego standardu języka niderlandzkiego za niewłaściwe.
Termin „język flamandzki” lub „dialekt flamandzki” może się także odnosić do:
- dialektów zachodnioflamandzkiego (który niektóre źródła[6] nazywają flamandzkim), wschodnioflamandzkiego, zelandzko-flamandzkiego i francusko-flamandzkiego. Ostatnie dwa są czasem traktowane jako warianty dialektu zachodnioflamandzkiego.
- Tussentaal (dosł. „międzymowa”) lub schoon Vlaams „czysty flamandzki” – pośrednia forma języka, niebędąca już typowym dialektem lokalnym, ale również odmienna od języka standardowego[7].

Od 1973 oficjalnym językiem urzędowym na terenie Flandrii (autonomiczny Region Flamandzki) jest standardowy język niderlandzki (Nederlands), oparty na dialekcie holenderskiej prowincji Holandia oraz na dialekcie brabanckim. Z tego względu w języku polskim wciąż bywa nazywany językiem holenderskim, gdyż na poziomie języka standardowego (szczególnie w postaci pisanej) jest niemal identyczny z językiem używanym w Holandii. Główne różnice pomiędzy obiema odmianami języka niderlandzkiego sprowadzają się do odmiennych reguł wymowy (w szczególności głosek „ch” oraz „r”) oraz drobnych odchyleń w morfologii i składni. W 1980 Holandia i Belgia podpisały traktat o unii języka niderlandzkiego (Nederlandse Taalunie), efektem którego było m.in. wprowadzenie w 1995 zmian w oficjalnym słowniku języka niderlandzkiego.
Pomimo że standardowy język niderlandzki używany w obu krajach jest identyczny pod względem ortografii, oprócz odmienności fonetycznych istnieją również pewne różnice leksykalne wynikające z regionalnych preferencji dotyczących doboru słownictwa. Wynikają one po części z odmiennego substratu dialektalnego, zwłaszcza wpływu dominującego w Belgii dialektu brabanckiego.